# Deep Shadows and Brilliant Highlights
Deep Shadows and Brilliant Highlights (с англ. — «Глубокие тени и яркие блики») — третий студийный альбом финской готик-рок-группы HIM, выпущенный 27 августа 2001 года. Альбом был спродюсирован совместно с группой Т. Т. Оксалой и Кевином Ширли. Производство пластинки было затруднено и продолжалось примерно одиннадцать месяцев. Затянувшийся процесс записи был частично вызван внешним влиянием в музыкальной индустрии, надеявшейся повторить успех предыдущего альбома HIM. В результате, Deep Shadows и Brilliant Highlights имеет более гладкое и поп-ориентированное звучание. Это первый альбом записанный с новым клавишником — Янне «Бёртоном» Пууртиненом.
Deep Shadows and Brilliant Highlights получил смешанные отзывы музыкальных критиков. В то время как некоторые хвалили написание песен и вокальное исполнение Вилле Вало, большинство были крайне критичны к продюсерской работе и общему коммерческому звучанию. Несмотря на это, Deep Shadows and Brilliant Highlights попали в чарты семи стран, достигнув первого места в Финляндии и Австрии. Позже он стал платиновым, затем золотым соответственно. Альбом также стали первым у группы, попавшим в чарт Billboard 200. В его поддержку было выпущено три сингла, каждый из которых достиг двух первых строчек в финском чарте синглов. Тур в поддержку Deep Shadows и Brilliant Highlights позволил HIM впервые выступить в США, однако в целом группа находилась до такой степени в напряжении, что чуть не распалась.

## Производство и запись
Осенью 2000 года HIM приступили к записи демо-версий песен для своего третьего альбома в студии Petrax Studios в Холлоле с продюсером Т.Т. Оксалой. Удовлетворённая первоначальными записями, группа надеялась использовать их на альбоме, а дополнительные наложения будут сделаны позже. Однако, BMG, звукозаписывающий лейбл HIM, не согласился с Вало, полагая, что они хотели, чтобы над альбомом работал более известный продюсер вместо Оксалы. Аско Каллонен из BMG опроверг эти утверждения, заявив, что он и лейбл просто были обеспокоены планом группы выпустить «по существу демо» так скоро после изнурительного гастрольного цикла в поддержку альбома Razorblade Romance (2000 г.). Под давлением международных филиалов BMG, требовавших повторить успех предыдущего релиза группы, HIM был поставлены в пару с продюсером Кевином Ширли, который ранее работал с такими коллективами, как Bon Jovi, Aerosmith, The Black Crowes и другие. В то время как Ширли был рад работать с группой, они не были полностью согласны с его стилем продюсирования, вдобавок к сумме денег, которую BMG потратила, нанимая его. Однако позже Вало признал, что некоторые идеи Ширли действительно улучшили песни.

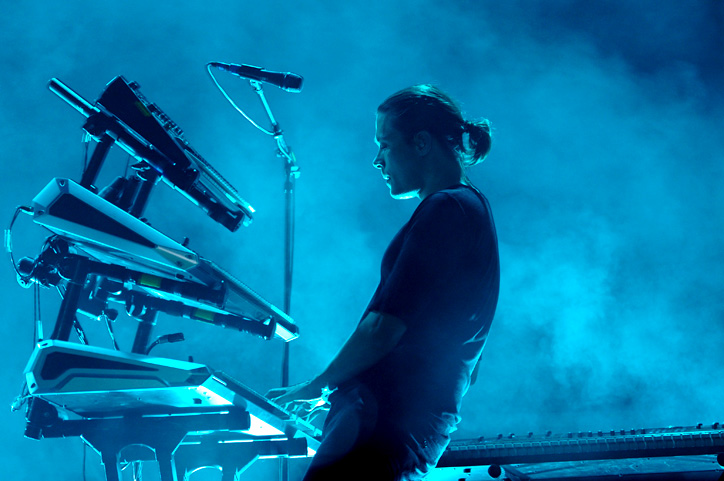
С добавлением клавишника Бёртона состав группы останется неизменным до 2015 года

Процесс записи третьего альбома HIM длился около одиннадцати месяцев. Это оказало глубокое влияние на песни, и позже Вало отметил: «Когда мы начали записывать третий альбом, мы увлеклись стоунер-роком и Black Sabbath <…>. В конце нам понравился Нил Янг, и это заметно на записи». Кроме того, несколько внешних сил в музыкальной индустрии внесли свой вклад в проблемное производство альбома. По словам Вало: «Индустрия не ожидала, что Razorblade Romance станет таким хитовым, каким он был, так что это означало, что теперь в студии было около семнадцати тысяч разных людей из звукозаписывающих компаний и т. п., и у каждого было своё мнение». В процессе записи альбома клавишник Янне «Бёртон» Пууртинен заменил Юсси-Микко «Юска» Салминена, который отыграл с HIM своё последнее шоу 31 декабря 2000 года.
После завершения записи альбом был отправлен Рэнди Стаубу и Крису Лорду-Алджу на сведение. Дополнительным сведением альбома занимался Джон Фрайер, который был продюсером на предыдущем альбоме HIM. За мастеринг альбома отвечал Джордж Марино в нью-йоркской студии Sterling Sound. Название Deep Shadows and Brilliant Highlights — это фотографический термин, который Вало выбрал из-за символики инь и ян, которая также была заметна в названиях предыдущих альбомов группы. Первоначально предложенная обложка альбома была отклонена британским филиалом BMG. Таким образом, Вало отправился в Лондон на самолёте для фотосессии с Рэнкином. Получившаяся в результате обложка альбома для Deep Shadows and Brilliant Highlights черпала вдохновение у Лу Рида, Патти Смит и художественных кругов Нью-Йорка конца 1970-х годов.

## Музыка и тексты песен
Общее звучание Deep Shadows и Brilliant Highlights было описано музыкальными критиками как более коммерческое и «попсовое», чем предыдущие альбомы HIM. «Salt in Our Wounds» была намеренно выбрана в качестве открывающей композиции альбома, который не оправдал ожиданий слушателей из-за использования лупов и других эффектов. Несмотря на экспериментальный характер песни, Вало назвал его «записанным Нилом Янгом песня». «Heartache Every Moment» содержит многие из фирменных звуковых элементов HIM, включая «насмешливые» готические тексты, фортепиано, грубые гитары и «воющую мелодию». Вало также отметил отчётливое влияние группы Bon Jovi в песне. «Lose You Tonight» изменялась чаще всех на протяжении всего процесса записи. Песня начиналась в стиле группы Cathedral, а заканчивалась как «Bon Jovi под грибами», как описал её Вало.[13] В «In Joy and Sorrow» приглашёнными исполнителями являются Эйкка Топпинен из Apocalyptica и композитор Туомас Кантелинен. Вало сравнил эту песню с «Sweet Child o’ Mine» группы Guns N' Roses, выделяя «отсутствие излишеств, самоироничную прямоту» текста как одно из лучших качеств песни.
BMG выбрали «Pretending» в качестве первого сингла с альбома. Хотя Вало признался, что ему безразлична эта песня, он всё же выделял её расслабленный характер и текст в качестве особых моментов. Вало описал «Close to the Flame» как «искренний и прямой», очень похожий по тону на «Gone with the Sin» с предыдущего альбома группы. «Please Don’t Let It Go» начиналась в стиле The Stooges, но после того, как Вало записал акустическую версию, группа решила объединить эти две аранжировки. Песня «Beautiful» также изначально была более динамичная, но группа посчитала, что аранжировка не подходит, поэтому она была переработана в стиле первого сольного альбома Джона Фрушанте. «Don’t Close Your Heart» была описана Вало как «Jefferson Airplane встречает Bon Jovi». Лирически она затрагивает те же темы, что и «Join Me in Death», но с иной точки зрения. По словам Вало, в песне говорится о том, что «если дела пойдут наперекосяк, тебе не обязательно погружаться в болото. Ты можешь просить о помощи и не закрывать своё сердце». «Love You Like I Do» была описана как «Элвис под кислотой» и использует церковные колокола, что было сделано в честь Black Sabbath.

## Выпуск и продвижение

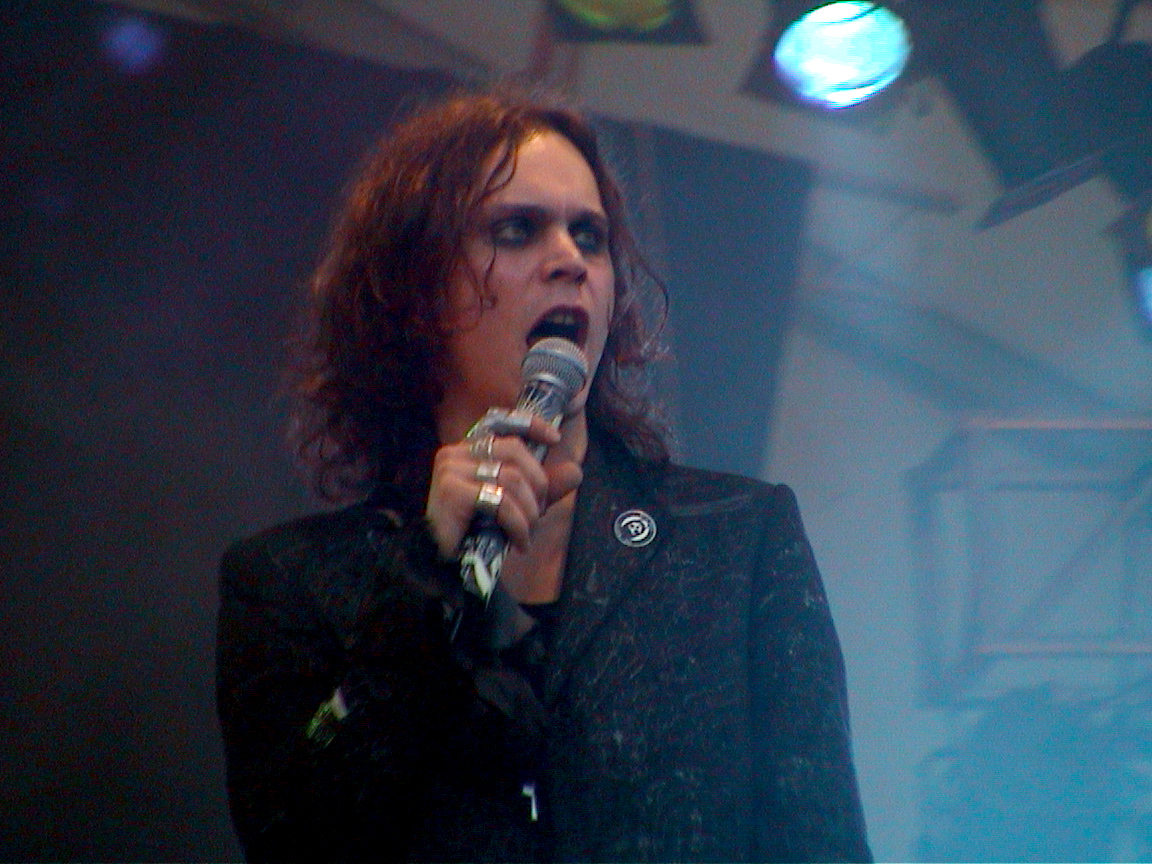
Вилле Вало во время живого выступления с НІМ на Ruisrock в июле 2001 года

Первоначально релиз альбома планировался на май 2001 года, но был перенесён на август, чтобы организовать турне в его поддержку. Deep Shadows and Brilliant Highlights был выпущен 27 августа 2001 года и попал в чарты шести стран, достигнув первого места в Финляндии и Австрии, а также второго места в Германии и Швейцарии. Позже альбом был сертифицирован как платиновый в Финляндии и золотой в Австрии. Deep Shadows и Brilliant Highlights также вошли в чарт в Соединённых Штатах в 2004 году под номером 190, что сделало их первым альбомом группы, попавшим в Billboard 200. «Pretending» был выпущен в качестве первого сингла с альбома, и он достиг первого места в Финляндии и десятого в Германии. Первоначально группа хотела, чтобы Миикка Ломми был режиссёром музыкального видео на эту песню, но BMG и её британский отдел маркетинга отказались, желая вместо первого поставить Кевина Годли. «In Joy and Sorrow» была выпущена в качестве второго сингла, занявшего второе место в Финляндии. Сопровождающий видеоклип позже был описан Вало как «самое дерьмовое» видео группы. «Heartache Every Moment» и «Close to the Flame» были выпущены как двойной сингл, причём первый достиг второго места в Финляндии. На обе песни также были сняты музыкальные видео.
В августе 2001 года HIM были приглашены отыграть своё первое шоу в США на вечеринке, организованной профессиональным скейтбордистом Бэмом Марджерой, с которым группа познакомилась во время гастролей в поддержку Razorblade Romance. Официальный тур в поддержку Deep Shadows и Brilliant Highlights начался 17 сентября 2001 года в Гамбурге, где Timo Rautiainen & Trio Niskalaukaus и The Mission выступили на разогреве немецкого тура. Европейское турне Deep Shadows и Brilliant Highlights продлился четыре месяца (44 концерта), что едва не привело к распаду группы. Позже Вало объяснил: «Стресс был на таком уровне, что я был в ярости весь тур — я занимался этим три года подряд без отпуска. Неудивительно, что в какой-то момент сдали нервы». В результате в начале 2002 года HIM взяли двухмесячный перерыв. Гитарист Микко «Линде» Линдстрём и басист Микко «Миге» Паананен отправились в Непал, барабанщик Мика «Гас Помада» Карппинен полетел в Нью-Йорк, клавишник Янне «Бёртон» Пууртинен отдыхал в Турции, в то время как Вилле Вало остался в Хельсинки. HIM перегруппировались где-то между февралём-мартом месяцами 2002 года, когда в Великобритании был официально выпущен Deep Shadows и Brilliant Highlights. В поддержку альбома группа отыграла два концерта в Бирмингеме и Лондоне, соответственно, причём на первом был аншлаг, а второй был в качестве поддержки группы The Mission. HIM также были номинированы как «Экспортёр года» на премии Emma Awards. Группа также получила приз зрительских симпатий на церемонии VIVA Comet Awards. В марте 2002 года HIM отправились в очередной тур по Финляндии с The Skreppers в качестве хэдлайнеров. После этого HIM вернулись в Великобританию для полноценного тура.

## Приём критиков
| Оценки критиков  | Оценки критиков |
| Источник         | Оценка          |
| ---------------- | --------------- |
| AllMusic         | [ 40 ]          |
| Blabbermouth.net | 9/10            |
| Rock Hard        | 6.5/10          |
| Rumba            | 6/10            |
| Soundi           | [ 43 ]          |

Deep Shadows и Brilliant Highlights получил смешанные отзывы критиков. Боривой Кргин, пишущий для Blabbermouth.net, оценил альбом в девять баллов из десяти. Он описал пластинку как «самое доступное предложение группы на данный момент», высоко оценив авторство песен и вокальную подачу Вало, которые он назвал «самым мощным оружием в музыкальном арсенале группы». Разочарованный более мягким звучанием альбома, Кргин завершил свой обзор заявлением, что «с чисто художественной и коммерческой точки зрения — HIM сделали альбом логичным продолжением одного из самых ярких альбомов прошлого года, и они продолжают укреплять свою репутацию одной из самых уникальных и последовательных рок-групп в мире». Томас Купфер из Rock Hard, тем временем, раскритиковал продюсирование альбома и более мягкое звучание, но всё же отдал должное некоторым написанным песням. По итогу он счёл Deep Shadows и Brilliant Highlights «не более чем хорошим поп-альбомом». Ему вторит Яни Микконен из Helsingin Sanomat, который описал лучшие моменты альбома как «прямолинейные поп-песни».
Янне Флинкиля из Rumba оценил пластинку на шесть баллов из десяти, заявив: «Каждая песня была втиснута в жёсткий формат хита, где структура песен меняется так же предсказуемо, как меняются времена года». Он также отметил, как производство Ширли и Оксалы доводит «звуки астматического дыхания Вало до почти комического размаха». В конечном счёте, Флинккила заявил, что «HIM не сделали плохого альбома», но «по сравнению с готической мрачностью прошлых альбомов, Deep Shadows и Brilliant Highlights звучит очень легко». Антти Дж. Равелин из AllMusic присудил альбому две с половиной звезды из пяти, охарактеризовав его как «донельзя скучный», а песни как «лишённые зацепок». В целом, он описал альбом как «ужасный провал» в музыкальном плане. Теро Аланко из Soundi чувствовал то же самое, считая пластинку «идеальной музыкой для девушек, которым нравится не музыка, а внешность Вилле Вало и декадентские образы его текстов». Он также описал пластинку как «анемичную» и «лишённую моментов, когда лучшие части группы собираются вместе, чтобы сформировать нечто большее, чем сумма их частей».
В 2017 году Вало пересмотрел своё мнение о Deep Shadows и Brilliant Highlights и описал его как «фрагментированную, неестественную пластинку», заявив: «Мы приходили в себя после выстрела из пушки, коим являлся последний альбомом, и путь обратно на землю был нелёгким. На пластинке было слишком много шефов, чем надо, поэтому конечный результат получился столь бессвязным». На Loudwire поставили Deep Shadows и Brilliant Highlights на шестое место в дискографии HIM, описав его как «не продолжение Razorblade Romance, на которое надеялись фанаты», но всё же высоко оценил гитарные хуки и вокальное исполнение Вало. На Kaaoszine альбом занимает пятое место в дискографии HIM, с высокой оценкой многих песен и примечанием, что альбом не является «таким сильным в совокупности», как некоторые другие работы группы.

## Список композиций
Все тексты и музыка написаны Вилле Вало.
1. «Salt in Our Wounds» — 3:57
2. «Heartache Every Moment» — 3:56
3. «Lose You Tonight» — 3:40
4. «In Joy and Sorrow» — 3:59
5. «Pretending» — 3:55
6. «Close to the Flame» — 3:46
7. «You Are the One» — 3:26
8. «Please Don’t Let It Go» — 4:29
9. «Beautiful» — 4:33
10. «In Love and Lonely» — 3:46
11. «Don’t Close Your Heart» — 4:14
12. «Love You Like I Do» — 5:14

## Участники записи
- Вилле Вало — вокал, акустическая гитара
- Линде Линдстрём — гитара
- Миге Паананен — бас-гитара, бэк-вокал
- Эмерсон Бёртон (Янне Пууртинен) — клавишные, бэк-вокал
- Гас Липстик (Мика Карпинен) — ударные, перкуссия

## Чарты
| Чарт (2001—2004)                       | Позиция в чарте |
| -------------------------------------- | --------------- |
| Австрия (Ö3 Austria)                   | 1               |
| Финляндия (Suomen virallinen lista)    | 1               |
| Германия (Offizielle Top 100)          | 2               |
| Венгрия (MAHASZ)                       | 6               |
| Италия (Classifica album)              | 37              |
| Швеция (Sverigetopplistan)             | 44              |
| Швейцария (Schweizer Hitparade)        | 2               |
| США (Billboard 200)                    | 190             |
| США (Billboard Top Heatseekers Albums) | 10              |
| Чарт (2014)                            | Позиция в чарте |
| США (Billboard Vinyl Albums)           | 11              |

| Чарт (2001)                        | Позиция |
| ---------------------------------- | ------- |
| Austrian Albums (Ö3 Austria)       | 71      |
| German Albums (Offizielle Top 100) | 29      |
| Swiss Albums (Schweizer Hitparade) | 80      |

## Сертификации
| Регион | Сертификация | Продажи |
| --- | ------------ | ------- |
| Австрия (IFPI Austria) | Золотой      | 20 000* |
| Финляндия (Musiikkituottajat) | Платиновый   | 58,009  |
| Германия (BVMI) | Золотой      | 100 000 |
| * Данные о продажах приведены только на основе сертификации. · Данные о продажах + прослушиваниях приведены только на основе сертификации. |              |         |